# Promontoire préhistorique barré de Roch'an Evned
Le promontoire préhistorique barré de Roch'an Evned est situé à Ploubazlanec en France.

## Localisation
Le promontoire est situé sur la commune de Ploubazlanec, au lieu-dit de Roch'an Evned, dans le département des Côtes-d'Armor en région Bretagne.

## Historique
Le promontoire est classé au titre des monuments historiques par arrêté du 7 janvier 1959.